# Eloy Campos
Ángel Eloy Campos Cleque (Ica, 1942. május 31. –) válogatott perui labdarúgó, hátvéd, edző.

## Pályafutása

### Klubcsapatban
1958 és 1975 között a  Sporting Cristal, 1976–77-ben a Deportivo Junín, 1977-ben a Cienciano labdarúgója volt. A Sportinggal négy bajnoki címet nyert.

### A válogatottban
1960-ban hét alkalommal szerepelt a perui olimpiai válogatottban és részt vett az 1960-as római olimpián. 1963 és 1972 között 46 alkalommal szerepelt a perui A-válogatottban. Tagja volt az 1970-es mexikói világbajnokságon résztvevő csapatnak.

### Edzőként
1974-ben a Barrio Frigorífico csapatánál kezdte edzői pályafutását. 1974–75-ben a Sporting Cristal szakmai munkáját irányította. 1976–77-ben a Deportivo Junín, 1977-ben a Cienciano játékos-edzőjeként tevékenykedett. 1979–80-ban a Sport Boys, 1982-ben a Deportivo Enapu, 1983-ban a Deportiva Cantolao vezetőedzője volt.

## Sikerei, díjai
Sporting Cristal
- Perui bajnokság
  - bajnok (4): 1961, 1968, 1970, 1972